# Greg Burgess
Gregory Stewart "Greg" Burgess, född 11 januari 1972 i Baltimore i Maryland, är en amerikansk före detta simmare.
Burgess blev olympisk silvermedaljör på 200 meter medley vid sommarspelen 1992 i Barcelona.